# Apans dröm
Apans dröm (italienska: Ciao maschio) är en italiensk-fransk dramakomedi från 1978 i regi av Marco Ferreri.

## Utmärkelser
Filmen vann Grand Prix Spécial du Jury vid filmfestivalen i Cannes 1978.

## Roller (urval)
- Gérard Depardieu – Gérard Lafayette
- Marcello Mastroianni – Luigi Nocello
- James Coco – Andreas Flaxman
- Geraldine Fitzgerald – Mrs. Toland
- Abigail Clayton – Angelica
- Mimsy Farmer – skådespelerska
- Stefania Casini – skådespelerska
- Francesca De Sapio – skådespelerska
- Nathalie Bernart – skådespelerska
- Avon Long – Miko
- Enrico Blasi – museikassören
- William Berger – Paul Jefferson